# Кривая Берёза (Воронежская область)
Кривая Берёза — хутор в Ольховатском районе Воронежской области России.
Входит в состав Копанянского сельского поселения.

## География

### Улицы
- ул. Лесная

## История
Хутор возник во второй половине XVIII века. По данным 1795 года, имел жителей — «подданных черкас» (малороссийских казаков) — 215 человек.

## Население
| 1859 | 1897 | 2010 |
| ---- | ---- | ---- |
| 952  | ↘934 | ↘46  |